# Frédéric de Nassau-Weilbourg
Friedrich von Nassau-Weilbourg, ou Frédéric de Nassau-Weilbourg (26 avril 1640 à Metz - 8 septembre 1675 à Weilbourg) est un prince souverain du Saint-Empire romain germanique. Il fut comte de Nassau-Weilbourg de 1665 à 1675.

## Biographie
Fils du comte Ernest-Casimir de Nassau-Weilbourg (1607-1655) et de Anne de Sayn-Wittgenstein-Hombourg, il naît à Metz le 16 avril 1640. De retour sur ses terres, il est placé sous la tutelle de son oncle Johann von Nassau-Idstein à la mort de son père. En 1663, il épouse la comtesse Christiane Élisabeth de Sayn-Wittgenstein-Hombourg (1646-1678).
Il meurt le 19 septembre 1675, à Weilbourg, après une mauvaise chute de cheval.

## Filiation et parenté
Frédéric de Nassau-Weilbourg est le frère de Guillaume de Nassau-Weilbourg (1634-1634), de Marie-Éléonore de Nassau-Weilbourg (1636-1678), de Casimir de Nassau-Weilbourg (1638-1639) et d'Ernest-Casimir de Hesse-Weilbourg.
Trois enfants sont nés de son union avec Christine de Sayn-Wittgenstein-Hombourg, fille d'Ernest :
- Jean-Ernest de Nassau-Weilbourg, comte puis prince de Nassau-Weilbourg
- Frédéric de Nassau-Weilbourg (1665-tué en 1684)
- Christiane de Nassau-Weilbourg (1666-1734)

Frédéric de Nassau-Weilbourg appartient à la huitième branche, la branche cadette de Nassau-Weilbourg, elle-même issue de la septième branche, la branche aînée de Nassau-Weilbourg de la Maison de Nassau. Cette lignée cadette de Nassau-Weilbourg appartient à la tige valmérienne qui donna des grands-ducs au Luxembourg.
Frédéric de Nassau-Weilbourg est l'ascendant de l'actuel grand-duc Henri Ier de Luxembourg.

## Sources
- Detlev Schwennicke : Europäische Stammtafeln, NF 1, t.68, 1980.
- www.genroy.fr